# Lean Startup
Il Lean Startup è un approccio radicale per il lancio di idee e attività innovative - siano imprese esordienti o progetti nuovi all'interno di grandi imprese consolidate - che aiuta ad individuare un percorso verso un business sostenibile, riducendo drasticamente tempi e costi, e, di conseguenza, la possibilità di fallire. L’approccio della “Lean Startup” aiuta a lanciare nuovi business con prodotti realmente desiderati dai clienti, secondo un modus operandi molto più rapido ed economicamente vantaggioso rispetto ai metodi tradizionali. La metodologia elaborata nel 2008 dal giovane imprenditore Eric Ries e diffusa tramite passaparola in tutto il mondo, propone un processo di ideazione-verifica-modifica continuo, con massiccio uso del web, volto ad adattare passo dopo passo il prodotto alle necessità dei clienti, tenendo sotto controllo i costi. L'imprenditore, per elaborare la metodologia, ha preso spunto dalle società operanti nel settore delle alte tecnologie, una filosofia che si è da allora allargata fino ad essere applicata ad individui, gruppi, o società che stanno cercando il modo di introdurre sul mercato, nuovi prodotti o servizi. Questo approccio dovrebbe creare diversi benefici : maggior innovazione, meno spese e perdite di tempo e una maggior probabilità di successo. Un sistema semplice ed efficace che trasforma il modo in cui i nuovi prodotti sono costruiti e lanciati. Oggi, la popolarità dell'approccio lean startup sta crescendo anche al di fuori del suo luogo d'origine, la Silicon Valley, e si sta espandendo in tutto il mondo, in gran parte grazie al successo del libro di Ries, The Lean Startup: How Today's Entrepreneurs Use Continuous Innovation to Create Radically Successful Businesses.

## Descrizione

### Origini
La filosofia del lean startup è basata sul lean manufacturing, una filosofia di produzione snella, sviluppata negli anni '80 dall'industria automobilistica Giapponese.

## Definizioni
Nel suo blog e nel suo libro, Ries utilizza una specifica terminologia inerente ai principi centrali del lean startup.

### Minimum viable product[3]
Un "Minimum viable product" (MVP) è la "versione di un nuovo prodotto che consente ad un team di raccogliere la massima quantità di conoscenza validata sui clienti con il minimo sforzo."

### Continuous deployment[4]
Il "Continuous deployment", è un processo “in cui tutto il codice di un'applicazione viene immediatamente mandato in produzione”. Questo comporta in una drastica riduzione del cycle time.

### Split testing[6]
Uno "split o A/B test" è un esperimento in cui "vengono offerte contemporaneamente ai clienti differenti versioni di un prodotto".

### Actionable metrics[7]
Le "Actionable metric", sono strumenti di analisi che possono condurre a decisioni di business informate e più precise. 

### Pivot
Un pivot rappresenta una “correzione strutturata della rotta progettata per verificare una nuova ipotesi fondamentale relativa ad un prodotto, una strategia, o un motore di crescita.”